# Ana María Ruiz-Tagle
Ana María Ruiz-Tagle Morales (Sevilla, 16 de mayo de 1944) es una abogada y política española.

## Biografía
Licenciada en Derecho por la Universidad de Sevilla en 1966, fue confundadora, junto a Felipe González, su futuro marido Rafael Escuredo y otros miembros del entonces clandestino Partido Socialista Obrero Español, del primer despacho de asesoría jurídica y laboral de Andalucía, el denominado "Despacho de Capitán Vigueras", trabajo que mantuvo hasta 1997.
Comenzó a ejercer su carrera en 1972 como abogado laboralista. Miembro, además del PSOE (en el que ingreso en 1965), de la Unión General de Trabajadores, fue elegida por dos ocasiones parlamentaria por la provincia de Sevilla: en las elecciones de 1977 y en las de 1979.
En la II, III y IV Legislatura fue senadora electa por Sevilla, destacando sus trabajos en la Comisión Constitucional, que presidió, y la Comisión de Justicia.
En 1993 fue designada por el gobierno Presidenta de la Agencia Española de Cooperación Internacional. Después regresó a la vida profesional, abriendo despacho en Madrid aunque sin desvincularse del compromiso político. Así, participó en el impulso de la Ley de Violencia de Género como miembro de Amnistía Internacional. Desde 1997 es Presidenta del Consejo Social de la Universidad de Sevilla.
En 2005 fue premiada por la Asociación para la Ética y la Calidad en la Abogacía con el galardón Premio De la Ética y la Calidad de los Profesionales del Derecho.